# Tông Lệ đường
Tông Lệ đường (danh pháp khoa học: Kerrieae) là một tông trong họ Rosaceae. Định nghĩa của tông này là nó là một nhánh phải chứa chi Kerria (loài điển hình là Kerria japonica (L.) DC.), nhưng không phải Amygdaleae, Osmaronieae, Neillieae, Sorbarieae, Spiraeeae hay Pyrodae.

## Các chi
- Coleogyne Torr.
- Kerria DC.
- Neviusia A. Gray
- Rhodotypos Siebold & Zucc.

## Các đặc trưng
Các đặc trưng phân biệt phi phân tử: Lá mọc đối ở Coleogyne và Rhodotypos. Bầu nhụy đơn độc ở Coleogyne. Quả là quả hạch con (nuculanium), riêng ở Neviusia là quả bế (achenetum). Số nhiễm sắc thể cơ sở x = 9 (8 ở Coleogyne).